# بومن‌ویل
بومن‌ویل (به انگلیسی: Bowmanville) یک شهرک در کانادا است که در شهر کلارینگتون در استان انتاریو واقع شده‌است.
بومن‌ویل ۲۱٫۷ کیلومتر مربع مساحت و ۳۹٬۳۷۱ نفر جمعیت دارد و ۱۵۰ متر بالاتر از سطح دریا واقع شده‌است.